# Etylamin
Etylamin är en alifatisk amin med formeln C2H5NH2.

## Framställning
Etylamin kan framställas på många sätt, men det vanligaste är nog av etanol (C2H5OH) och ammoniak (NH3).
{\displaystyle {\rm {C_{2}H_{5}OH+NH_{3}\rightarrow C_{2}H_{5}NH_{2}+H_{2}O}}}
En alternativ metod är av acetaldehyd (C2H4O), ammoniak och vätgas (H2).
{\displaystyle {\rm {C_{2}H_{4}O+NH_{3}+H_{2}\rightarrow C_{2}H_{5}NH_{2}+H_{2}O}}}
I båda fallen bildas även dietylamin och trietylamin.